# (1916) Borée
Pour les articles homonymes, voir Borée (homonymie) et Boreas.
(1916) Borée (désignation internationale (1916) Boreas ; désignation provisoire 1953 RA) est un astéroïde Amor, découvert le 1er septembre 1953 par Sylvain Arend à l'observatoire royal de Belgique. 
Il a été nommé en hommage à Borée, personnage de la mythologie grecque.